# 東京陸軍航空学校

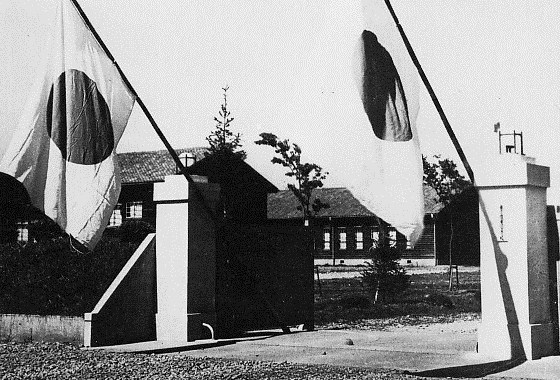
東京陸軍航空学校

東京陸軍航空学校（とうきょうりくぐんこうくうがっこう）は、日本陸軍の軍学校のひとつ。東航校または東航と略される場合がある。航空兵科現役下士官となる少年飛行兵を志願した10代の生徒に基本教育を行った。1937年（昭和12年）12月に設立され、学校本部および本校は東京府北多摩郡（現在の武蔵村山市）に置き、生徒数の増加に対応するため1942年（昭和17年）10月、滋賀県大津市に大津教育隊を置いた。
1943年（昭和18年）4月、東京陸軍航空学校は東京陸軍少年飛行兵学校と改称し、同時に大津教育隊は独立して大津陸軍少年飛行兵学校となった。同年9月、さらなる生徒増のため東京陸軍少年飛行兵学校は大分県大分市に教育隊を設置し、翌年5月に大分教育隊は大分陸軍少年飛行兵学校となった。1945年（昭和20年）8月、東京、大津、大分の各陸軍少年飛行兵学校は太平洋戦争（大東亜戦争）の終戦により閉校した。ここでは陸軍少年飛行兵学校についても述べる。

## 沿革

### 設立までの経緯
陸軍の中で特に航空兵科は飛行機の操縦や整備など、高度な技能を持つ下士官を多く必要としていた。そのため通常の徴兵によらず、教育効果の高い10代の志願者を修学させて養成するよう1934年（昭和9年）2月に「航空兵科現役下士官ト為スベキ生徒」（操縦生徒70名、技術生徒100名）を所沢陸軍飛行学校に入校させた。これが陸軍少年飛行兵制度の第1期となるが、当時はまだ正式な名称がなく「少年航空兵」と通称されていた。
1935年（昭和10年）8月に陸軍航空技術学校が、同年12月には熊谷陸軍飛行学校が開設された。以後「少年航空兵」は採用時から学校をわけて、技術生徒は陸軍航空技術学校で約3年間、操縦生徒は熊谷陸軍飛行学校で約2年間、それぞれ教育することとした。　
1937年（昭和12年）6月、昭和十二年軍備改変要領（軍令陸乙第10号）が発令された。これは陸軍の大規模な軍備6か年計画にともない航空兵力を増強するもので、教育機関も強化され、陸軍士官学校分校、飛行教育隊とともに東京陸軍航空学校の新設が計画に織り込まれていた。大幅に増加する「少年航空兵」を、従来のように採用時から操縦生徒と技術生徒に区分して別個の学校で教育をせずに、まず東京陸軍航空学校ですべての生徒に基本教育を行うことにしたのである。

### 東京陸軍航空学校
1937年（昭和12年）12月、東京陸軍航空学校令（勅令第599号）の施行により東京陸軍航空学校が設立された。学校令の第1条で東京陸軍航空学校は「熊谷陸軍飛行学校又ハ陸軍航空技術学校ノ生徒トナスベキ生徒ヲ教育スル所」とされた。その教育の目的は生徒に対し幹部となるのに必要な性格、徳操、気概を涵養し、「上級学校」と呼ばれる飛行学校、航空技術学校の生徒に進むために十分な資質を身につけさせることと教育綱領で定めた。
学校の編制は陸軍航空本部長に隷属する校長のもと、幹事、本部、教育隊、材料廠であった。教育隊は複数の中隊からなり、各中隊は複数の区隊にわけられ、各区隊はさらに内務班に細分された。生徒は教育隊に所属し内務班で起居する。東京陸軍航空学校は当初埼玉県大里郡の熊谷陸軍飛行学校構内に設置された。
東京陸軍航空学校令により、同校で教育される生徒は次のとおり定められた（1937年12月時点）。
生徒
航空兵科現役下士官となることを志願する召募試験の合格者。
熊谷陸軍飛行学校または陸軍航空技術学校の生徒となるために必要な教育を受ける。
修学期間は約1年。通常毎年2回入校。
生徒は通常毎年4月または10月に入校し、約1年の基本教育中に本人の志望と、健康状態、適性をもとに操縦、技術、通信の分科いずれかに指定され、基本教育が修了すると各分科ごとの上級学校に進み専門教育を受ける。学校の開設に先立つ1937年10月、翌年入校する生徒が召募された（陸軍省告示第44号）。
陸軍省告示による生徒採用の条件は次のとおりである（1937年10月時点）。
東京陸軍航空学校生徒召募
入校年4月1日時点の満年齢で15歳以上17歳未満。
規定の身体検査に合格すること。
学科試験の程度は尋常小学校卒業程度。試験科目は、国語、数学、歴史、理科。
1938年（昭和13年）6月末、水戸陸軍飛行学校および陸軍航空整備学校の開設にあわせ東京陸軍航空学校令が改正された（勅令第471号）。東京陸軍航空学校で基本教育を修了した生徒は、操縦分科が熊谷陸軍飛行学校、技術分科が陸軍航空整備学校、通信分科が水戸陸軍飛行学校の生徒となるよう改められた。
同年8月、東京陸軍航空学校は東京府北多摩郡村山村（現在の武蔵村山市大南）の飛行第5連隊射爆場跡地に新築された施設に移転した。12月、航空兵科専門の教育を統轄する陸軍航空総監部が設立され、同校はそれまでの陸軍航空本部にかわり陸軍航空総監部所管の学校となった。

### 少年飛行兵制定

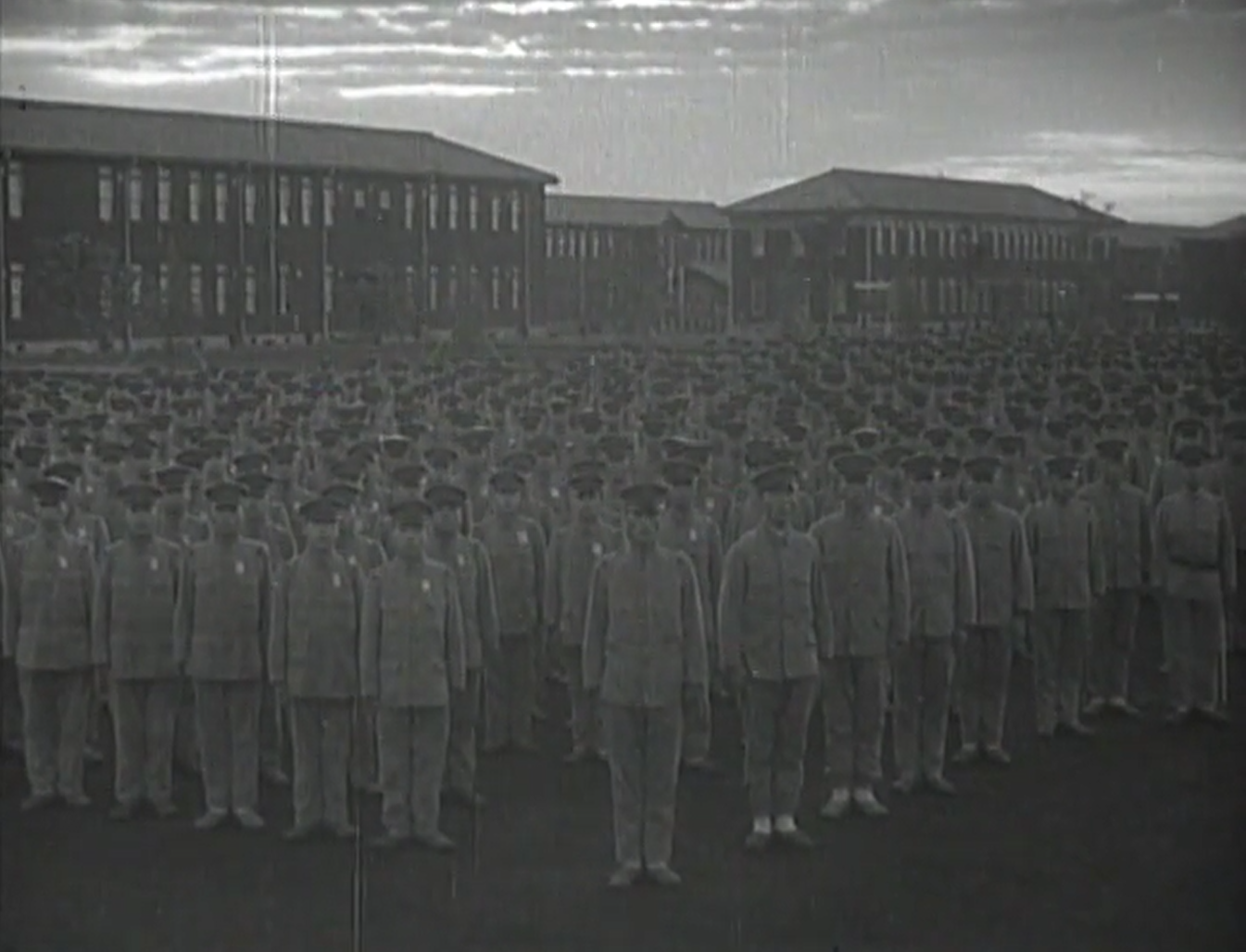
東京陸軍航空学校の生徒

1940年（昭和15年）4月、陸軍志願兵令（勅令第291号）、陸軍補充令改正（勅令第293号）などにより、それまで「少年航空兵」と通称されていた10代の下士官候補者を少年飛行兵と命名し、制度が整備された。同月、東京陸軍航空学校令が改正され（勅令第295号）、同校の生徒は少年飛行兵となることを志願し召募試験に合格した者と定められた。また教育隊内に大隊を置き、編制を教育隊、大隊、中隊、区隊、内務班の順に変更した。
同年8月、陸軍航空通信学校が開設された。これにともない東京陸軍航空学校令が改正され（勅令第503号）、生徒は約1年間の基本教育を受けたのち、操縦分科と技術分科は従来どおり熊谷陸軍飛行学校および陸軍航空整備学校の生徒となるが、通信分科は水戸陸軍飛行学校にかわって陸軍航空通信学校の生徒となるよう改められた。

### 大津教育隊の設置
1942年（昭和17年）10月、滋賀県大津市別所町（現在の大津市御陵町）に東京陸軍航空学校大津教育隊が設置された。同月、東京陸軍航空学校第10期生徒（少年飛行兵第15期）採用予定者として東京府下の本校に集合し、入校前の身体再検査に合格して正式に採用された生徒のうち、約半数となる1150名が大津に移動した。大津教育隊の編制は狩野弘中佐を教育隊長とし、本部と5個中隊である。本校同様に各中隊は複数の区隊からなり、さらに各区隊は内務班に細分された。
大津教育隊は通称として「大津分校」とも呼ばれ、その施設は閉鎖されていた京都陸軍衛戍病院（のち京都陸軍病院）大津分院を利用したものである。

### 陸軍少年飛行兵学校
1943年（昭和18年）4月、従来の東京陸軍航空学校令が廃止され陸軍少年飛行兵学校令（勅令第225号）が施行された。学校令第2条で陸軍少年飛行兵学校は「東京及大津ニ置ク」とされ、これによって東京陸軍航空学校は東京陸軍少年飛行兵学校に改称し、大津教育隊は大津陸軍少年飛行兵学校に改編された。改称は従来の学校名が「少年飛行兵となる者を初めて養成するものだという点に明確を欠く」という観点からなされたものである。
東京、大津ともに学校の編制は陸軍航空総監に隷属する校長以下、本部、教育隊となり、幹事および材料廠は置かれなくなった。教育隊内では大隊を廃止し、教育隊長の下に直接中隊を置く編制に戻した。各中隊は複数の区隊にわけられ、さらに区隊は内務班に細分された。生徒は教育隊に所属し内務班内で起居する。
陸軍少年飛行兵学校令により、東京校および大津校で教育される生徒は次のとおり定められた（1943年4月時点）。
生徒
少年飛行兵となることを志願する召募試験の合格者。
宇都宮・熊谷陸軍飛行学校、陸軍航空通信学校、所沢・岐阜陸軍航空整備学校の生徒となるために必要な教育を受ける。
修学期間は約1年。通常毎年2回入校。
同年9月、翌1944年（昭和19年）4月に採用される生徒の召募がされた（陸軍省告示第45号）。詳細は次のとおりである（1943年9月時点）。
陸軍少年飛行兵学校生徒召募
入校年4月1日時点の満年齢で14歳以上20歳未満。
規定の身体検査に合格すること。
学科試験の程度は国民学校初等科卒業程度。試験科目は、国語、算数。
採用者の年齢下限が満14歳まで引下げられ、上限は満19歳（入校年4月1日時点）に変更された。これにより志願者の範囲を広げることが可能となった。また年齢上限の引上げは、1943年4月から採用者のうち一部を対象として基本教育の1年を省略し、陸軍少年飛行兵学校に集合後ただちに上級学校へ入校させ教育期間を短縮する少年飛行兵乙種制度に関係するものである。乙種制度はのちに陸軍特別幹部候補生制度へ移行し、2年間（少年飛行兵第14期乙種から第17期乙種まで通算4期）で廃止された。

### 大分教育隊の設置
1943年10月、軍令陸乙第25号により大分県大分市駄ノ原（現在の大分市王子新町）に東京陸軍少年飛行兵学校大分教育隊が設置された。大分教育隊の編制は金岡正忠大佐を教育隊長とし、本部と5個中隊である。各中隊は生徒約180名を4個区隊にわけ、さらに各区隊は2個内務班にわけられた。同月、少年飛行兵第17期の通信要員となる生徒約900名が入校した。同教育隊は西部第69部隊（歩兵第47連隊）の兵営跡地を利用して設置された。
1944年（昭和19年）4月、大分教育隊に少年飛行兵第18期生徒約1000名が入校し、生徒数の総計は約2000名、教育隊の規模は10個中隊に増加した。同年5月、軍令陸乙第26号が施行され、東京陸軍少年飛行兵学校大分教育隊は大分陸軍少年飛行兵学校に昇格した。これで陸軍少年飛行兵学校は3校となり、前述軍令陸乙第26号における編制上の生徒定員は東京校3000名、大津校3000名、大分校2000名であった。

### 終戦による閉校まで
1944年（昭和19年）、太平洋戦争の戦況悪化により、陸軍では航空関係の大量増員が必要とされていた。8月、翌年採用される陸軍少年飛行兵学校生徒召募がされた（陸軍省告示第37号）。採用資格は入校年の4月1日時点の満年齢が14歳以上18歳未満で、身体検査と面接考査だけで合否を決定し、学科試験は行われなくなった。
1945年（昭和20年）4月、本土決戦に向けた航空総軍の設立にともない陸軍航空総監部が閉鎖された。陸軍航空本部令外三勅令が改正され（勅令第228号）、陸軍少年飛行兵学校は「当分ノ内」という条件で陸軍航空本部の管轄する学校となった。また陸軍少年飛行兵学校での基本教育を修了した生徒が進む上級校は航空師団、航空教育団、教導航空通信師団に軍隊化された。
同年8月、日本政府はポツダム宣言の受諾を決定し、8月15日に太平洋戦争の終戦に関する玉音放送がされた。8月18日、全陸軍は与えられていた作戦任務を解かれ、東京、大津、大分の各陸軍少年飛行兵学校は同月中に閉校となった。学校の根拠となる陸軍少年飛行兵学校令は同年11月13日施行の「陸海軍ノ復員ニ伴ヒ不要ト為ルベキ勅令ノ廃止ニ関スル件」（勅令第632号）により廃止された。

### 終戦後の跡地
閉校とその後の陸軍解体によって東京陸軍少年飛行兵学校の跡地は農地として払い下げられ、現在は住宅地となっている。2016年（平成28年）9月、跡地の一角に関連史料を展示する武蔵村山市の歴史民俗資料館分館が開設された。そのほか立川市砂川町から武蔵村山市大南にかけて「東航通り」が存在し、東京陸軍航空学校の通称を残している。大津陸軍少年飛行兵学校の跡地には滋賀県立大津商業高等学校、皇子山陸上競技場などが建設された。大分陸軍少年飛行兵学校の跡地は、大分大学王子キャンパス（大分大学教育学部附属中学校・同附属小学校・同特別支援学校）などが立地している。

## 年譜
- 1937年12月 - 埼玉県大里郡の熊谷陸軍飛行学校内に東京陸軍航空学校を設置。
- 1938年8月 - 東京府北多摩郡の新築施設に東京陸軍航空学校を移転。
- 1942年10月 - 滋賀県大津市に東京陸軍航空学校 大津教育隊を設置。
- 1943年4月 - 東京陸軍航空学校を東京陸軍少年飛行兵学校 に改称、大津教育隊を大津陸軍少年飛行兵学校に改編。
- 1943年9月 - 大分県大分市に東京陸軍少年飛行兵学校 大分教育隊を設置   。
- 1944年5月 - 大分教育隊を大分陸軍少年飛行兵学校に改編。
- 1945年8月 - 敗戦により各少年飛行兵学校を閉校。

## 教育内容

### 教育課程
東京陸軍航空学校で行われる教育は、同校の生徒教育綱領で定められた。教育の目的は「幹部タルニ必要ナル性格、徳操、気概ヲ涵養シ且熊谷陸軍飛行学校又ハ陸軍航空技術学校生徒タルノ資質ヲ付与スル」（1937年12月時点）ことにあるとされ、訓育を基調とした。教育課程は訓話、学科、術科からなり、学科は普通学と軍事学にわけられた。
東京陸軍航空学校生徒教育綱領で定められた教育課程は次のとおり（1937年12月時点）。
訓話
- 勅諭、勅語にもとづき、軍人精神および軍紀を涵養し品性を陶冶する。

学科
普通学
- 修身 ―訓話に連携し幹部に必要な徳操を養成する。
- 国語作文 ―普通の言語文章を理解し、意志を表明する能力をつけ知徳を養成する。
- 数学 ―算術、代数、幾何の初歩を授け推理思考力を養成する。
- 理化 ―主として航空に関係ある物理化学の一般を授ける。
- 図画 ―主として製図の方法ならびに見取図の描画要領を授ける。
- 英語 ―主として航空に関する常用熟語を読解させる。

軍事学
- 兵器学 ―主として航空兵器の概念を得させる。
- 地形学 ―地図を理解させる。
- その他 ―軍隊教育令第34項による。

術科
- 徒歩教練 ―軍隊教育令に示された飛行教育隊一般兵教育に準じる。
- 陣中勤務 ―同上。
- 小銃の使用および戦闘法 ―同上。
- 体操 ―基本体操に習熟し応用体操の概要を得させ、身体各部の均等な発達を図り体力気力を養成する。
- 剣術 ―軍刀術を実施し基本に習熟させ体力気力を養成する。
- 工作術 ―基本作業を実施し飛行機、発動機工術の基礎的素地を与える。
- 通信 ―音響通信による送受信の要領を会得させる。

軍事学の「その他」項目にある軍隊教育令第34項とは、術科にともなう「典令範」のうち必要な事項を了解させること、および教育の程度に応じ、陸軍礼式、軍隊内務、衛生法および救急法、赤十字条約などの所要な事項を教授することである。
訓話は生徒隊の中隊長が基本的に毎週実施するもので、生徒の精神生活の指標とする。普通学は文官教官が担当し、軍事学および術科は武官（将校）教官が担当する。ほかに夏期遊泳演習を実施し、健康の増進と心身の鍛錬をはかることが定められていた。1938年（昭和13年）9月、生徒教育綱領の改正により普通学から修身が除外され、かわって歴史が取り入れられた。
- 歴史 ―建国の由来、軍事、外交、思想の変遷、および武士道の発達、国際関係の近況等を教授する。

### 生徒の生活
生徒は教育隊の内務班内で起居する。修学のために必要な兵器、被服、図書、器具、消耗品類は学校から貸与または支給された。生徒の着用する制服は一般兵の軍服とは様式が異なり、一目で陸軍生徒であることが認識できた。
東京陸軍航空学校における平日の日課は、おおよそ次のとおりである（1940年時点）。
5時30分：起床、日朝点呼、体操、掃除。 6時40分：朝食、自習。 8時00分：服装検査。
8時15分：学科教育。 12時00分：昼食。 13時00分：術科教育。 15時15分：適宜運動。
17時00分：入浴、夕食。 18時30分：自習。 21時00分：日夕点呼。 21時30分：消灯。
生徒は兵籍に編入され、手当金として毎月4円が支給された。日曜日には外出が許されるほか、学校令第29条により校長は生徒に毎年3週間以内の休暇を与えることができた。

## 歴代校長

### 東京陸軍航空学校
- 山口直人 少将：1937年12月1日 - 1939年8月1日
- 河原利明 少将：1939年8月1日 - 1940年12月2日
- 高橋常吉 少将：1940年12月2日 - 1941年10月15日
- 三木吉之助 大佐：1941年10月15日 - 1943年4月1日[51]

### 東京陸軍少年飛行兵学校
- 高田利貞 少将：1943年4月1日[51] - 1944年7月14日[52]
- 坂井武 大佐：1944年7月14日[52] - 1945年6月1日[53]（1945年3月1日、少将に進級[54]）
- 戸田剛 中佐：1945年6月1日[53] -

### 大津陸軍少年飛行兵学校
- 三木吉之助 大佐：1943年4月1日[51] - 1944年2月26日（在職中死亡[55]、少将に進級）
- 簗瀬真琴 少将：1944年3月6日[56] - 1945年6月1日[53]
- 狩野弘 中佐：1945年6月1日[53] -

### 大分陸軍少年飛行兵学校
- 金岡正忠 大佐：1944年5月15日[57] - 1945年7月5日[58]（1944年8月1日、少将に進級[59]）
- 三宅央 大佐：1945年7月5日[58] -